# Frontera entre Etiopía y Yibuti
La frontera entre Yibuti y Etiopía, con una longitud de aproximadamente 390 km, separa a Yibuti de Etiopía. Va del punto triple entre Somalia, Yibuti y Etiopía en «Djalello» a aquel punto entre Yibuti, Etiopía y Eritrea ubicado en la cumbre del Mousa Ali.
La frontera entre las posesiones francesas en torno al golfo de Tadjoura y Etiopía fue definida por primera vez en el tratado del 20 de marzo de 1897 firmado a Adís Abeba por Léonce Lagarde y el emperador Menelik II. No fue demarcada sobre el terreno.
El punto de conjunción sur fue fijado en marzo de 1934 a través de una negociación entre las autoridades coloniales de la Somalia francesa, las autoridades coloniales de la Somalilandia británica y el ejecutivo del Imperio etíope.
El punto de conjunción sur fue fijado en abril de 2002 por la comisión de delimitación entre Etiopía y Eritrea.
La frontera entre Etiopía y la Somalia francesa fue demarcada entre 1945 y 1955 por Francia y Etiopía. Hace falta anotar que esta implicó igualmente un segmento que separa hoy Yibuti de Eritrea entre el monte Mousa Ali y Dadda'to. Esta delimitación dejó abierta la ubicación del punto triple que, para Etiopía, se encuentra en Dadda'to, lugar que ha sostenido ante la comisión.

## Trazado
Esta frontera fue demarcada entre 1948 y 1955.
En su parte meridional, entre Djalelo y el lago Abbe (hitos 1 a 53), su trazado pasa por:
Madaha-Djallelo, Tarantar, Gueldagaass, Hellengoudouden, Nahiiso, uadi de Gueldaga-Ass, Hadado, Egisso-Yer, Rahale Godle, Rahale Igle, pozo de Assamo, cota 1023 de la cumbre del Degouene, crête del Degouene, puerto de Sí Yaro, Koudale, mont Ouarable, cerro de Adeyale, puerto de  Adeyale, puerto de Doun-Yer, cota 1287, cresta de Daha Arrey, Souffi, Lebile, meseta de Gooldaanle, masizo de Labakourousle (3 hitos), uadi Guelile, cerro de Ali-Adone, pico del Arrouo, divisoria de aguas de las uadis Mouloud y Ourouenenle, puerto de Ouama-Ass (3 hitos), meseta de Madaha Ouama Mado, meseta de Koulamale (3 hitos), Kabeiti, cerro de Tourtour, Lebi (Garhe), Lebi-Yer, uadi Oukoula, cerro de Manda, Sankal, línea del acantilado sur del Gobad, Arale-Koma, Alhid Daba, Gabla, Sida (2 hitos), Sah Helle, Bakhiree, Mouyalo, Modahtou, lago Abbe.
Luego, la frontera atraviesa el lago Abbe, después su trazado pasa por (hitos 54 a 90): 
Aleilou, Assa Koma, acantilado sur de Kadda Marmar, Afdati; Gaùrolli, Aba (2 hitos), Bessouli Gueira, Aoureli, Kadda Gamarre, Ogag, después de Ogag, Alilissa, Gonni Koma, Ableita, Afa Koma, Kabeyou, Logogola (3 hitos), Kimbirre (2 hitos), Badi Gueira, Garaba, Baleitou, Kilma Gueira, Aouya, Kaima Koma, Kalla-Assa (3 hitos), Moudhoud, Cadoda, Daimoli, Inakir, Damatou, Dirko Koma, Mousa Ali.